# Iglesia de San Andrés (Aguilar de Campos)
La iglesia de San Andrés  es un templo católico de la localidad española de Aguilar de Campos, en la provincia de Valladolid.

## Descripción

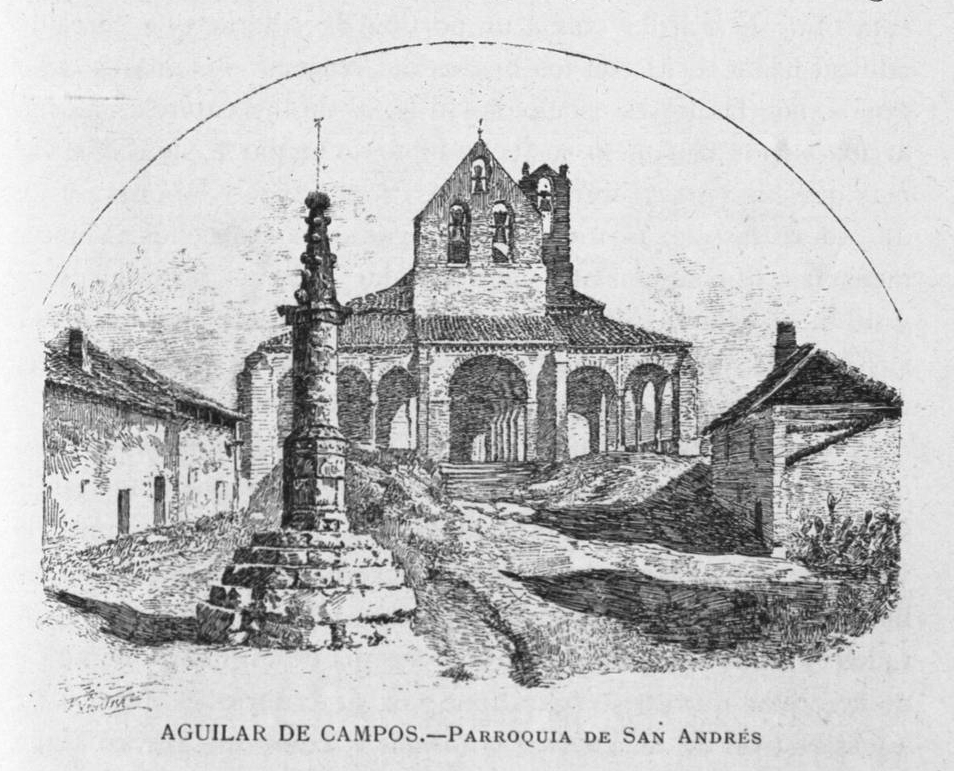
Vista de la iglesia en una ilustración del

Es sin duda uno de los templos más notables y singulares del estilo gótico mudéjar en Tierra de Campos y una joya arquitectónica de la provincia de Valladolid. 
Fue construida en piedra de mampostería y ladrillo a mediados del siglo XIV por Alfonso Enríquez bajo la supervisión de su esposa Juana de Mendoza, y seguida por su hijo Fadrique I Enríquez, almirante de Castilla y conde de Benavente, cuyo escudo adorna el capitel de los pilares de un antiguo pórtico que enmarcan la puerta del templo. Es probable que su construcción fuera encargada a albañiles musulmanes.
La portada principal destaca por su estilo cordobés, con un arco de herradura que envuelve a tres arquivoltas apoyadas sobre modillones de piedra y que la convierte en una entrada monumental. 
La planta consta de tres naves separadas por pilares cruciformes que soportan arcos apuntados.
Una bóveda de crucería cubre la cabecera poligonal, otra de cañón con lunetos la nave central mientras que bóvedas de arista hacen lo propio con las naves laterales, cuyos aleros descansan sobre canecillos decorados de estilo románico. Cubriendo el techo de toda la nave central se puede observar el artesonado mudéjar. 
El presbiterio cuenta con un retablo mayor de estilo neoclásico. El altar data de 1820 y fue costeado por el arzobispo de Burgos Manuel Cid Monroy. En lo alto del retablo destaca la figura de San Andrés.
Fue declarada Monumento Histórico-artístico de carácter nacional en 1979 y Bien de Interés Cultural el 5 de octubre de 2009.